# Barnett Rosenberg
Barnett Rosenberg (New York, 16 novembre 1926 – Lansing, 8 agosto 2009) è stato un chimico statunitense.
È conosciuto soprattutto per la scoperta delle proprietà antitumorali del cisplatino.

## Biografia
Rosenberg si laureò nel 1948 al Brooklyn College e ottenne un dottorato di studi in fisica alla New York University nel 1956. Dal 1961 al 1997 studiò presso la Michigan State University.
Nel 1965 Rosenberg e i suoi colleghi provarono che alcuni composti contenenti platino inibiscono la divisione cellulare e nel 1968 mostrarono come tali composti fossero efficaci nella cura di alcune tipologie di tumore. Tale farmaco chemioterapico ottiene l'approvazione nel 1978 e venne largamente utilizzato nei casi di cancro a testicoli, ovaie e vescica. 
Nel 1984 ricevette il Kettering Prize e l'Harvey Prize nello stesso anno.